# Католицизм в Восточном Тиморе

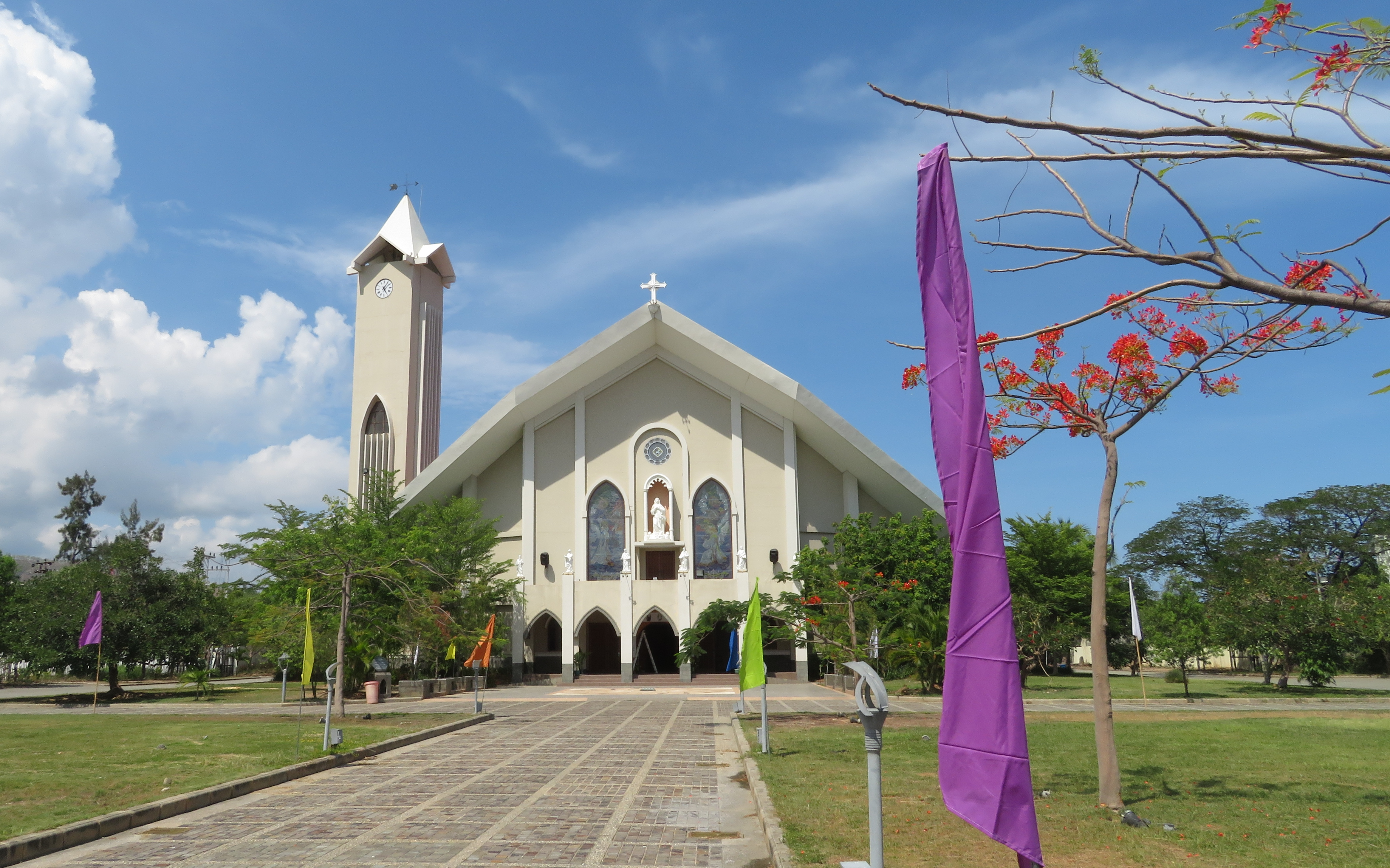
Собор Непорочного Зачатия в столице Восточного Тимора — Дили

Католическая церковь в Восточном Тиморе является частью всемирной католической церкви под духовным руководством Папы Римского. С момента обретения независимости от Индонезии Восточный Тимор стал второй преимущественно католической страной в Азии (после Филиппин), благодаря его статусу бывшей португальской колонии. 
В 2016 году около 98,3% населения Восточного Тимора были католиками, что в абсолютных значениях составило более 1 000 000 верующих. Страна была разделена на три епархии: Дили, Баукау и Мальяну (последняя основана в 2010 году). Эти епархии непосредственно подчиняются Святому Престолу.
Апостольским нунцием в Восточном Тиморе является Марко Сприцци, который сменил Войцеха Залуского в 2022 году.

## История

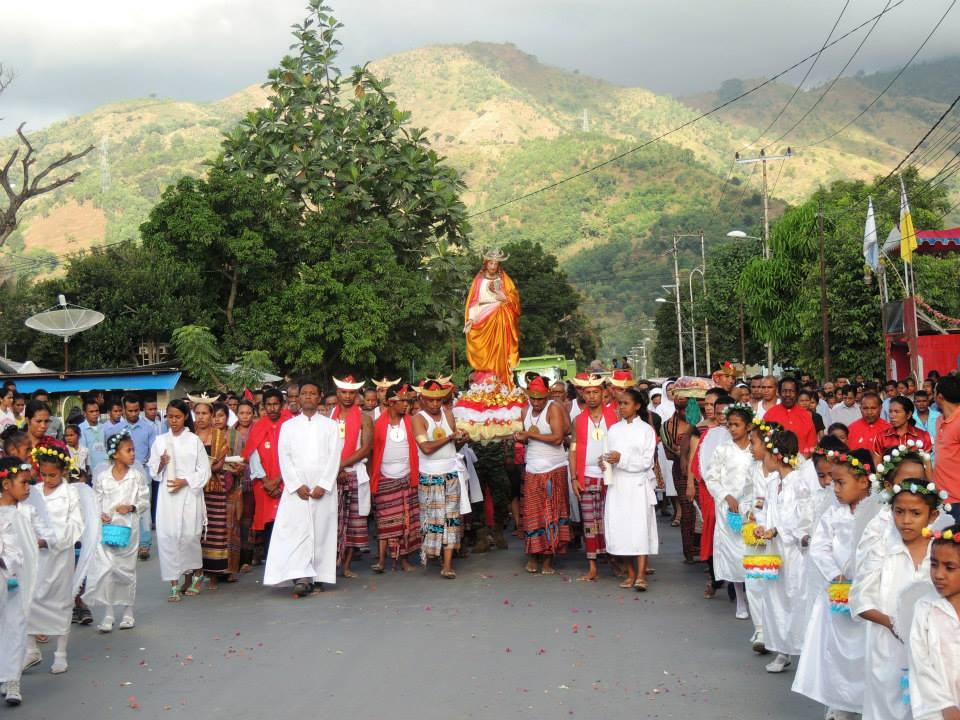
Шествие в Бекоре, Дили

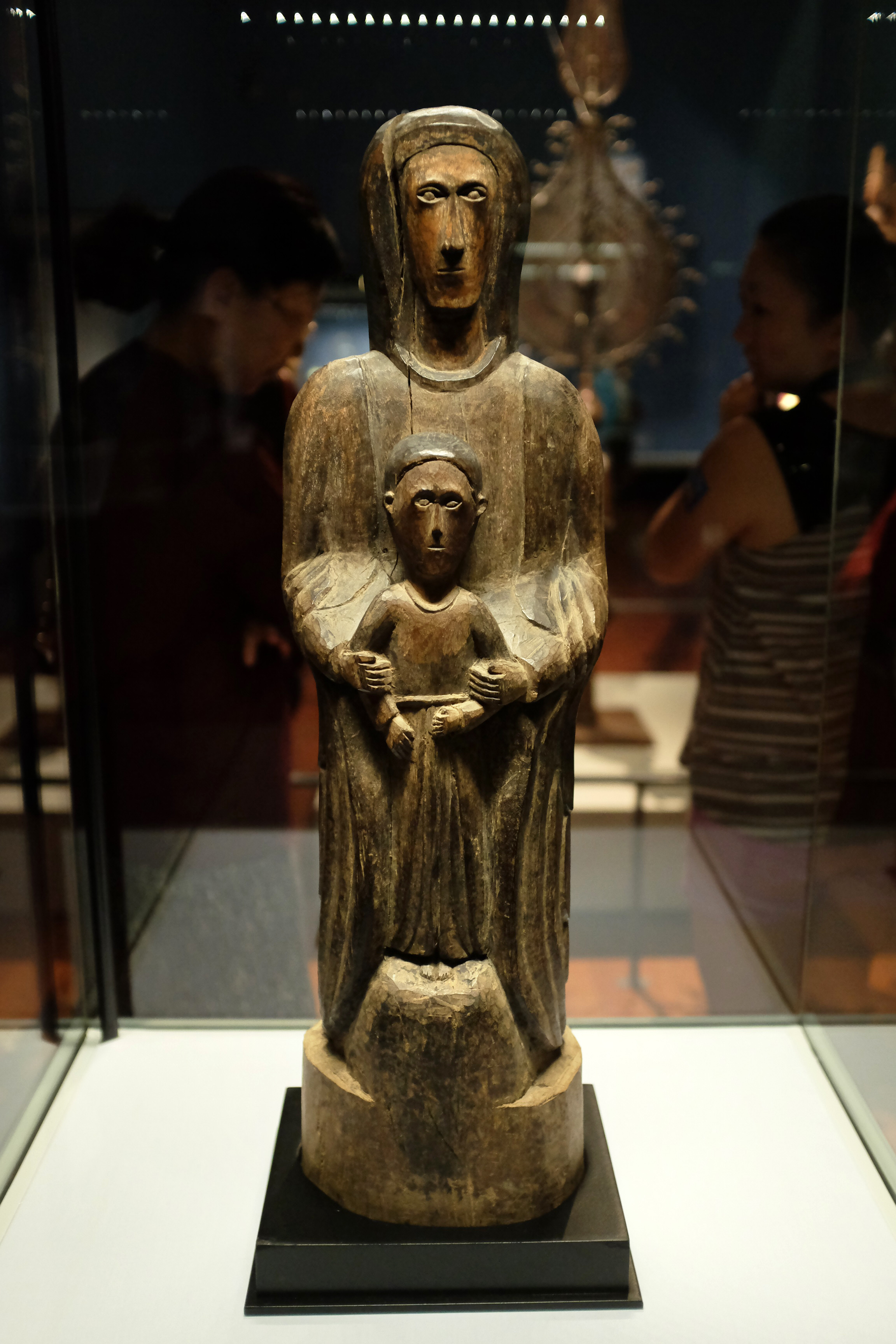
Дева и дитя из Восточного Тимора, XIX век

В начале XVI века португальские и голландские торговцы вступили в контакт с Восточным Тимором. Доминиканская миссия была отправлена епископом Малакки в Солор в 1562 году; также была основана миссия в Лифау на территории современного Восточного Тимора в 1641 году. Португалия взяла на себя управление Восточным Тимором и сохраняла его до 1974 года, за исключением кратковременной оккупации его Японией во время Второй мировой войны.
Индонезия вторглась в Восточный Тимор в 1975 году и аннексировала бывшую португальскую колонию. Анимистические системы верований Восточного Тимора не соответствовали конституционному монотеизму Индонезии, что привело к массовому обращению в христианство. Португальское духовенство было заменено индонезийскими священниками, а латинская и португальская месса была заменена мессой на индонезийском языке. Официально отделившись от Португальской церкви в 1975 году, Церковь Восточного Тимора так и не присоединилась к Индонезийской церкви. Церковь играла важную роль в обществе во время индонезийской оккупации Восточного Тимора. Хотя во время вторжения 1975 года только 20% восточнотиморцев называли себя католиками, к концу первого десятилетия после вторжения эта цифра выросла и достигла 95%. Во время оккупации епископ Карлуш Шименеш Белу стал одним из самых видных защитников прав человека в Восточном Тиморе, и многие священники и монахини рисковали своей жизнью, защищая граждан от военных злоупотреблений. Визит Папы Иоанна Павла II в Восточный Тимор в 1989 году раскрыл ситуацию на оккупированной территории мировым средствам массовой информации и послужил катализатором для активистов за независимость, которые нуждались в глобальной поддержке. Официально нейтральный Ватикан хотел сохранить хорошие отношения с Индонезией, крупнейшей мусульманской страной в мире. По прибытии в Восточный Тимор Папа символически поцеловал крест, а затем прижал его к земле, намекая на свою обычную практику целования земли по прибытии в страну, но при этом избегая открытого предположения о том, что Восточный Тимор является суверенной страной. В своей проповеди он горячо выступал против злоупотреблений, избегая при этом называть индонезийские власти виновными. Папа выступил против насилия в Восточном Тиморе и призвал обе стороны проявить сдержанность, умоляя восточнотиморцев «любить своих врагов и молиться за них».
В 1996 году епископ Карлуш Филипе Шименеш Белу и Жозе Рамуш-Орта, два ведущих восточнотиморских активиста за мир и независимость, получили Нобелевскую премию мира за «их работу по справедливому и мирному решению конфликта в Восточном Тиморе».
Несколько священников и монахинь были убиты в результате насилия в Восточном Тиморе, последовавшего за референдумом 1999 года о независимости. Новое независимое государство объявило трёхдневный национальный траур после смерти Папы Иоанна Павла II в 2005 году.
Католическая церковь по-прежнему активно участвует в политике, после её конфронтации с правительством в 2005 году по поводу религиозного образования в школах и отказа Индонезии от судебных процессов над военными преступниками за зверства против восточнотиморцев. Они также поддержали нового премьер-министра в его усилиях по содействию национальному примирению. В июне 2006 года Католическая служба помощи получила поддержку из США для помощи жертвам многомесячных беспорядков в стране. Число церквей в стране выросло со 100 в 1974 году до более 800 в 1994 году.
В 2015 году салезианцы Дона Боско и дочери Марии — помощницы христианам при поддержке международной гуманитарной организации «Остановим голод сейчас» обеспечили более 1100 студентов по всей стране улучшенным питанием посредством обогащённой рисовой муки.